# Suède au Concours Eurovision de la chanson 1965
La Suède a participé au Concours Eurovision de la chanson 1965 à Naples, en Italie. C'est la 7e participation de la Suède au Concours Eurovision de la chanson, après s'être retiré du concours en 1964.
Le pays est représenté par le chanteur Ingvar Wixell, sélectionné en interne, et la chanson Absent Friend, sélectionnée par Sveriges Radio (SR) au moyen d'une finale nationale.

## Sélection

### Svensk sångfinal 1965
Le radiodiffuseur suédois, Sveriges Radio, organise une finale nationale intitulée Svensk sångfinal 1965 (littéralement : « Finale suédoise de la chanson 1965 » en suédois), par la suite également référencée comme étant la 6e édition du Melodifestivalen, pour sélectionner la chanson et l'artiste représentant la Suède au Concours Eurovision de la chanson 1965,.
La finale nationale suédoise, présentée par Birgitta Sandstedt, a lieu le 13 février 1965 au Cirkusteatern à Stockholm.

#### Finale
Six chansons ont participé à cette sélection et sont toutes interprétées par Ingvar Wixell en suédois, langue nationale de la Suède.
| Ordre | Artiste       | Chanson          | Traduction                   | Points | Place |
| ----- | ------------- | ---------------- | ---------------------------- | ------ | ----- |
| 1     | Ingvar Wixell | Stilla och tyst  | Calmement et silencieusement | 28     | 2     |
| 2     | Ingvar Wixell | Kommer vår       | Le printemps arrive          | 5      | 4     |
| 3     | Ingvar Wixell | Varm i dej       | La chaleur en toi            | 2      | 5     |
| 4     | Ingvar Wixell | Förtrollad stad  | Ville enchantée              | 14     | 3     |
| 5     | Ingvar Wixell | Väldigt vacker   | Très beau                    | 1      | 6     |
| 6     | Ingvar Wixell | Annorstädes vals | La valse d'ailleurs          | 50     | 1     |

Lors de cette sélection, c'est la chanson Annorstädes vals interprétée par Ingvar Wixell qui fut choisie. La chanson gagnante sera par la suite interprétée dans une version en anglais sous le titre Absent Friend lors de l'Eurovision 1965 à Naples.

## À l'Eurovision
Chaque jury national attribue un, trois ou cinq points à ses trois chansons préférées.

### Points attribués par la Suède
| 5 points | Danemark    |
| 3 points | Royaume-Uni |
| 1 point  | Luxembourg  |

### Points attribués à la Suède
| 5 points | 3 points              | 1 point |
| -------- | --------------------- | ------- |
|          | - Danemark - Finlande |         |

Ingvar Wixell interprète Absent Friend en 10e position lors de la soirée du concours, suivant Monaco et précédant la France.
Au terme du vote final, la Suède termine 10e sur les 18 pays participants, ayant reçu 6 points de la part de deux pays,.